# انتف الخامس
انتف الخامس هو الملك الثالث والعشرين من ملوك الأسرة الثالثة عشر وخلفه سيث ميريبر.